# جامعة بيتسبرغ في برادفورد
جامعة بيتسبرغ في برادفورد (بالإنجليزية: University of Pittsburgh at Bradford)‏، المعروفة أيضا باسم بيت برادفورد (بالإنجليزية: Pitt-Bradford)‏ أو UPB اختصارا، هي جامعة تمنح درجة البكالوريوس بعد الدراسة لمدة أربع سنوات، تتبع الحرم الجامعي لجامعة بيتسبرغ وتقع في برادفورد، بنسلفانيا. في عام 2010، تم إدراج بيت برادفورد بين أفضل الكليات الأمريكية التي تمنح درجة البكالوريوس في شمال الولايات المتحدة من قبل نيوز اند وورلد ريبورت.

## وصلات خارجية
- Pitt-Bradford website
- Pitt-Bradford athletics website

‌